# Kajakarstwo na Letnich Igrzyskach Olimpijskich 1984 – K-2 500 m mężczyzn
Zawody kajakarskie w konkurencji K-2 mężczyzn na dystansie 500 metrów rozegrane w ramach Igrzysk Olimpijskich 1984 w Los Angeles na jeziorze Casitas w hrastwie Ventura w okesie od 6 do 10 sierpnia. W zawodach wzięło udział 42 zawodników z 21 krajów.
Złoty medal wywalczyła nowozelandzka osada w składzie Ian Ferguson i Paul MacDonald, osiągając w finale czas 1:34,21. Srebrny medal zdobyła osada szwedzka, a brąz osada kanadyjska.

## Terminarz
| Data             | Runda      |
| ---------------- | ---------- |
| 6 sierpnia 1984  | Eliminacje |
| 6 sierpnia 1984  | Repasaże   |
| 8 sierpnia 1984  | Półfinały  |
| 10 sierpnia 1984 | Finał      |

## Wyniki

### Eliminacje
Trzy najlepsze osady z każdego biegu awansowały do półfinałów, pozostałe awansowały do repasaży.
Bieg 1.
| Pozycja | Zawodnicy                           | Państwo       | Czas    | Uwagi |
| ------- | ----------------------------------- | ------------- | ------- | ----- |
| 1.      | Ian Ferguson Paul MacDonald         | Nowa Zelandia | 1:36,82 | SF    |
| 2.      | Per-Inge Bengtsson Lars-Erik Moberg | Szwecja       | 1:37,12 | SF    |
| 3.      | Nicolae Feodosei Angelin Velea      | Rumunia       | 1:37,94 | SF    |
| 4.      | Werner Bachmayer Wolfgang Hartl     | Austria       | 1:38,00 | RE    |
| 5.      | Rein Gilje Eddie Kalleklev          | Norwegia      | 1:40,30 | RE    |
| 6.      | Peter Genders Martin Ralph          | Australia     | 1:41,24 | RE    |
| 7.      | Tang Kwok Cheung Tsoi Ngai Won      | Hongkong      | 1:59,75 | RE    |

Bieg 2.
| Pozycja | Zawodnicy                         | Państwo                  | Czas    | Uwagi |
| ------- | --------------------------------- | ------------------------ | ------- | ----- |
| 1.      | Hugh Fisher Alwyn Morris          | Kanada                   | 1:36,30 | SF    |
| 2.      | Daniele Scarpa Francesco Uberti   | Włochy                   | 1:36,72 | SF    |
| 3.      | Matthias Seack Oliver Seack       | RFN                      | 1:38,57 | SF    |
| 4.      | David Halpern Terry Kent          | Stany Zjednoczone        | 1:39,94 | RE    |
| 5.      | Patrick De Bucke Patrick Hanssens | Belgia                   | 1:39,97 | RE    |
| 6.      | Gao Ludong Shen Yongjin           | Chiny                    | 1:46,29 | RE    |
| 7.      | Melagne Lath Kouame N'Douba       | Wybrzeże Kości Słoniowej | 1:49,82 | RE    |

Bieg 3.
| Pozycja | Zawodnicy                             | Państwo         | Czas    | Uwagi |
| ------- | ------------------------------------- | --------------- | ------- | ----- |
| 1.      | Andrew Sheriff Jeremy West            | Wielka Brytania | 1:37,54 | SF    |
| 2.      | Francis Hervieu Daniel Legras         | Francja         | 1:37,97 | SF    |
| 3.      | Gert Jan Lebbink Ronaldus Stevens     | Holandia        | 1:38,29 | SF    |
| 4.      | Herminio Menéndez Guillermo del Riego | Hiszpania       | 1:38,88 | RE    |
| 5.      | Kazumori Koike Hisao Yanagisawa       | Japonia         | 1:44,95 | RE    |
| 6.      | Ilpo Nieminen Mika Savilahti          | Finlandia       | 1:46,70 | RE    |
| 7.      | Peter Ammann Helmut Lehmann           | Szwajcaria      | 1:51,72 | RE    |

### Repasaże
Trzy najlepsze osady z każdego biegu awansowały do półfinałów.
Bieg 1.
| Pozycja | Zawodnicy                         | Państwo                  | Czas    | Uwagi |
| ------- | --------------------------------- | ------------------------ | ------- | ----- |
| 1.      | Werner Bachmayer Wolfgang Hartl   | Austria                  | 1:40,12 | SF    |
| 2.      | Ilpo Nieminen Mika Savilahti      | Finlandia                | 1:40,73 | SF    |
| 3.      | Patrick De Bucke Patrick Hanssens | Belgia                   | 1:41,97 | SF    |
| 4.      | Peter Genders Martin Ralph        | Australia                | 1:42,45 |       |
| 5.      | Kazumori Koike Hisao Yanagisawa   | Japonia                  | 1:47,42 |       |
| 6.      | Melagne Lath Kouame N'Douba       | Wybrzeże Kości Słoniowej | 1:47,48 |       |

Bieg 2.
| Pozycja | Zawodnicy                             | Państwo           | Czas    | Uwagi |
| ------- | ------------------------------------- | ----------------- | ------- | ----- |
| 1.      | Herminio Menéndez Guillermo del Riego | Hiszpania         | 1:39,60 | SF    |
| 2.      | Rein Gilje Eddie Kalleklev            | Norwegia          | 1:40,80 | SF    |
| 3.      | David Halpern Terry Kent              | Stany Zjednoczone | 1:40,87 | SF    |
| 4.      | Peter Ammann Helmut Lehmann           | Szwajcaria        | 1:41,35 |       |
| 5.      | Gao Ludong Shen Yongjin               | Chiny             | 1:45,74 |       |
| 6.      | Tang Kwok Cheung Tsoi Ngai Won        | Hongkong          | 1:52,81 |       |

### Półfinały
Trzy najlepsze osady z każdego biegu awansowały do finału.
Bieg 1.
| Pozycja | Zawodnicy                         | Państwo           | Czas    | Uwagi |
| ------- | --------------------------------- | ----------------- | ------- | ----- |
| 1.      | Ian Ferguson Paul MacDonald       | Nowa Zelandia     | 1:36,10 | F     |
| 2.      | Daniele Scarpa Francesco Uberti   | Włochy            | 1:37,20 | F     |
| 3.      | Werner Bachmayer Wolfgang Hartl   | Austria           | 1:37,79 | F     |
| 4.      | David Halpern Terry Kent          | Stany Zjednoczone | 1:38,59 |       |
| 5.      | Gert Jan Lebbink Ronaldus Stevens | Holandia          | 1:42,08 |       |

Bieg 2.
| Pozycja | Zawodnicy                             | Państwo   | Czas    | Uwagi |
| ------- | ------------------------------------- | --------- | ------- | ----- |
| 1.      | Hugh Fisher Alwyn Morris              | Kanada    | 1:35,45 | F     |
| 2.      | Nicolae Feodosei Angelin Velea        | Rumunia   | 1:36,60 | F     |
| 3.      | Francis Hervieu Daniel Legras         | Francja   | 1:36,79 | F     |
| 4.      | Herminio Menéndez Guillermo del Riego | Hiszpania | 1:37,38 |       |
| 5.      | Patrick De Bucke Patrick Hanssens     | Belgia    | 1:40,59 |       |

Bieg 3.
| Pozycja | Zawodnicy                           | Państwo         | Czas    | Uwagi |
| ------- | ----------------------------------- | --------------- | ------- | ----- |
| 1.      | Andrew Sheriff Jeremy West          | Wielka Brytania | 1:36,56 | F     |
| 2.      | Matthias Seack Oliver Seack         | RFN             | 1:37,00 | F     |
| 3.      | Per-Inge Bengtsson Lars-Erik Moberg | Szwecja         | 1:37,82 | F     |
| 4.      | Ilpo Nieminen Mika Savilahti        | Finlandia       | 1:38,48 |       |
| 5.      | Rein Gilje Eddie Kalleklev          | Norwegia        | 1:38,64 |       |

### Finał
| Pozycja | Zawodnicy                           | Państwo         | Czas    | Uwagi |
| ------- | ----------------------------------- | --------------- | ------- | ----- |
| 01 !    | Ian Ferguson Paul MacDonald         | Nowa Zelandia   | 1:34,21 |       |
| 02 !    | Per-Inge Bengtsson Lars-Erik Moberg | Szwecja         | 1:35,26 |       |
| 03 !    | Hugh Fisher Alwyn Morris            | Kanada          | 1:35,41 |       |
| 4.      | Daniele Scarpa Francesco Uberti     | Włochy          | 1:35,50 |       |
| 5.      | Nicolae Feodosei Angelin Velea      | Rumunia         | 1:35,60 |       |
| 6.      | Francis Hervieu Daniel Legras       | Francja         | 1:36,40 |       |
| 7.      | Matthias Seack Oliver Seack         | RFN             | 1:36,51 |       |
| 8.      | Andrew Sheriff Jeremy West          | Wielka Brytania | 1:36,73 |       |
| 9.      | Werner Bachmayer Wolfgang Hartl     | Austria         | 1:37,05 |       |